# 亞歷山大·瓦爾特羅維奇·利特維年科

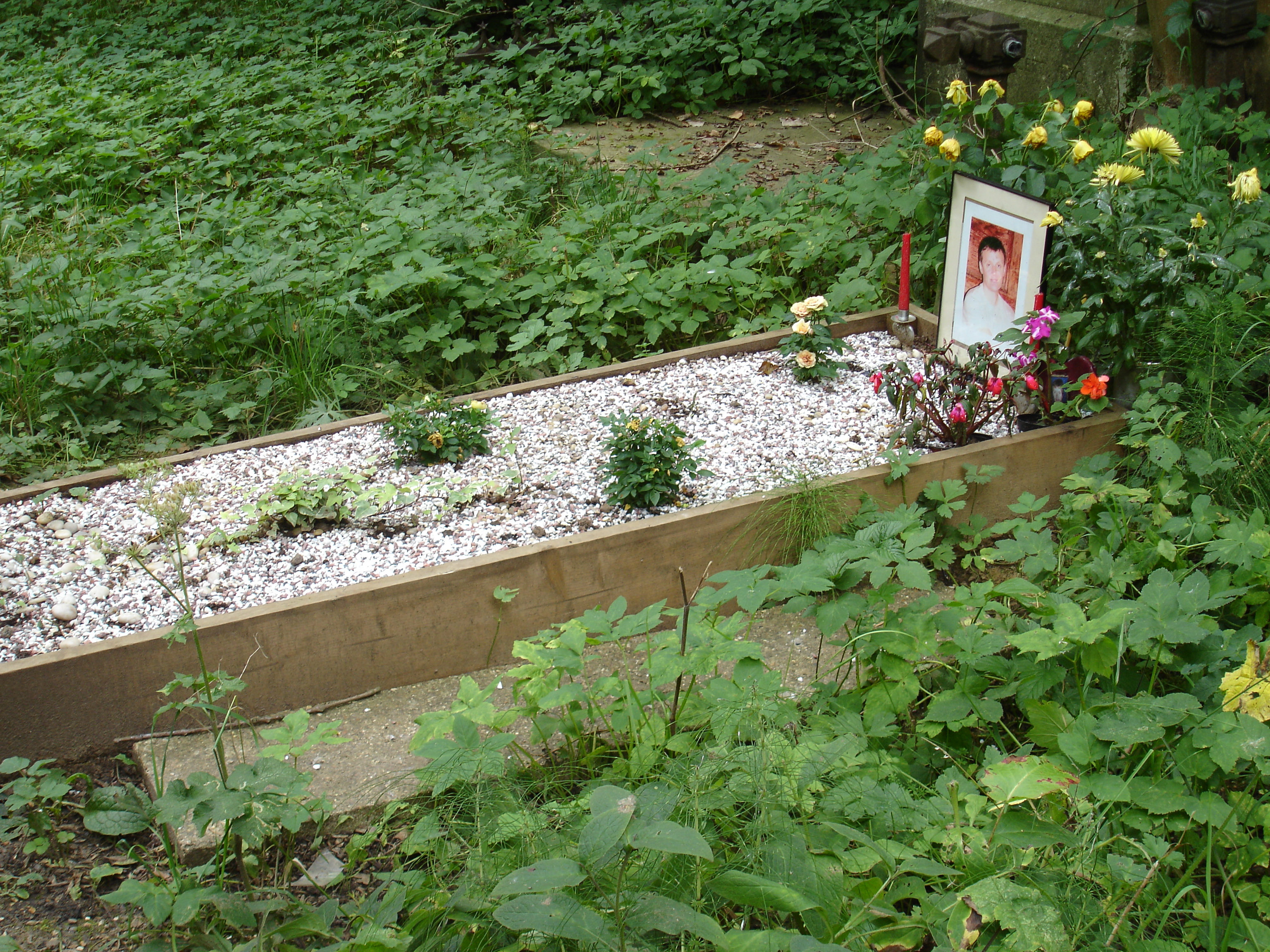
利特維年科的墓

亞歷山大·瓦爾特羅維奇·利特維年科（羅馬化：Aleksandr Valterovich Litvinenko；1962年8月30日—2006年11月23日），前蘇聯克格勃上校，原俄羅斯聯邦安全局（以下簡稱FSB）中校。曾批評部門高層及受罰，2000年离开俄羅斯前往英國，其後出版兩本书批評普京政府，至2006年10月歸化英籍，后中毒，於同年11月23日不治身亡，体内被验出高浓度剧毒金屬釙，疑因普京派遣特工到英國将其毒杀，事件引起國際注意，並為全球多家媒體所報導。

## 個人背景
利特維年科生於蘇聯沃羅涅日，1980年完成當地中學課程，其後被徵召加入蘇軍，服役期間因表現良好獲得嘉許，並晉升為中校。1988年，利特維年科加入克格勃，負責反間諜等工作。1991年加入俄聯邦安全局，進行反恐及有組織罪案滲透工作，期間曾參與莫斯科罪案調查局（MUR）的滅罪行動，獲得MUR的嘉許。至1997年，利特維年科被委派往俄聯邦安全局的最秘密部門，從事有組織罪案分析工作。

## 變節
利特維年科專長打擊有組織罪案，在1998年，他聲稱鮑里斯·別列佐夫斯基被俄罗斯联邦安全局列入暗殺名單之中，別列佐夫斯基與當時的總統葉利欽私交甚篤。利特維年科也聲稱當時已遭FSB開除，其後曾兩次被捕。至2000年，利特維年科因提供假證而再度被捕，他在入獄前以偽造護照逃到土耳其與妻子及兒子會晤，同年11月偕同妻兒以申請政治庇護為由移居英國，2006年10月成為英國公民。其間就車臣等問題批評總統普京政權，因而被列入莫斯科當局的通緝名單中。利特維年科在2005年7月接受波蘭報章《共和报》（Rzeczpospolita）的訪問當中，指蓋達組織的艾曼·扎瓦希里連同其他組織人物，曾於1998年在達吉斯坦（一毗鄰車臣的俄羅斯自治共和國）接受FSB的特訓。

## 中毒身亡
2006年11月1日，利特維年科突感不適送院。在接受訪問期間，他指入院前一天曾與兩名前克格勃人員會面，當日下午曾與意大利朋友斯卡拉梅拉（Mario Scaramella）在倫敦一家名為Itsu的西式日本料理快餐店吃午餐，這名意大利人聲稱知悉2006年10月於莫斯科寓所遇害的48歲女記者安娜·波里科夫斯卡婭案件內情。疑食物遭下毒，他其後出現嘔吐及休克等嚴重病況，被立即送院治療。
有不少報導稱，下毒主謀為俄羅斯當局。經過多日搶救後，他最終於11月23日宣告不治，終年44歲。
俄羅斯總統普京在11月24日，於芬蘭赫爾辛基出席歐盟峰會後，回應了這次事件。他說：
以謀殺的恐怖方法作為政治挑釁的手段，對此我感到十分遺憾。策劃這次事件的人不是神。而且不幸的是，利特維年科先生也不是拉撒路。
利特維年科遭遇的可能是历史上最昂贵的投毒——价值三千万欧元的钋-210，创造了另类的吉尼斯世界纪录。

## 调查
2006年11月24日，英国卫生防护局宣布，利特维年科的尿液內发现了釙-210，且含量极高。这表明利特维年科被人下毒。英国警方也宣布，已在利特维年科的家中和他发病当天光顾的两个地方找到了钋-210的残留物。11月29日，英国航空公司3架波音767客机发现钋-210而停飞接受调查。有两架停在伦敦希思罗国际机场，另一架则停在莫斯科多莫杰多沃国际机场。和利特维年科死亡事件有关的人士搭乘了这3架飞机。英航与10月底以来曾搭乘过这3架客机的乘客联络，英航工作人员也接受检查，确定是否受到污染。2007年5月底，英国检查机关指控俄罗斯商人安德烈·盧戈沃伊涉嫌毒杀利特维年科，并要求俄方将其引渡到英国。7月5日，俄罗斯总检察院发表公告，正式拒绝此引渡要求。7月16日，英国外交大臣说，由于引渡被拒而驱逐4名俄外交官。7月19日，俄罗斯外交部宣布4名英国外交官为不受欢迎的人，并限定他们在10日内离开俄罗斯。
2007年7月20日，英國首相戈登·布朗宣布將四名俄羅斯外交官驅逐出境，理由是俄罗斯拒絕交出被控謀殺另一名前間諜亞歷山大·瓦爾杰洛維奇·利特維年科的前克格勃間諜安德烈·盧戈沃伊。儘管俄羅斯憲法規定禁止將俄羅斯公民遣送至其他國家，但英國外相大衛·米勒班說：「為全歐洲通緝令修改憲法並非史無前例，有一些國家已經做過。」這一言論後被俄羅斯媒體指為「英國試圖要求俄國修憲」。根據一項民調，62%的俄羅斯人反對修憲。對此，英國駐俄羅斯大使托尼·布蘭頓回應說，英國並未強迫俄羅斯修改憲法，而只是為了描述遣送盧格沃伊的可能性。普京隨後要求英國官員「修理一下自己的腦子」，又說英國的要求是「殖民時期舊思想的遺毒」。利特維年科的一個朋友曾稱，利特維年科死前指責普京操縱謀殺案。俄媒體後指責這一言論不實，而普京則說：「死人說的話不配被評論。」